# Tangerine (Florida)
Tangerine ist ein census-designated place (CDP) im Orange County im US-Bundesstaat Florida. Das U.S. Census Bureau hat bei der Volkszählung 2020 eine Einwohnerzahl von 3.237 ermittelt.

## Geographie
Tangerine liegt rund 30 km nordwestlich von Orlando. Der CDP wird vom U.S. Highway 441 (SR 500) tangiert.

## Demographische Daten
Laut der Volkszählung 2010 verteilten sich die damaligen 2865 Einwohner auf 971 Haushalte. Die Bevölkerungsdichte lag bei 242,8 Einw./km². 66,4 % der Bevölkerung bezeichneten sich als Weiße, 20,5 % als Afroamerikaner, 0,1 % als Indianer und 0,9 % als Asian Americans. 10,7 % gaben die Angehörigkeit zu einer anderen Ethnie und 1,5 % zu mehreren Ethnien an. 21,9 % der Bevölkerung bestand aus Hispanics oder Latinos.
Im Jahr 2010 lebten in 33,7 % aller Haushalte Kinder unter 18 Jahren sowie 30,9 % aller Haushalte Personen mit mindestens 65 Jahren. 74,8 % der Haushalte waren Familienhaushalte (bestehend aus verheirateten Paaren mit oder ohne Nachkommen bzw. einem Elternteil mit Nachkomme). Die durchschnittliche Größe eines Haushalts lag bei 2,74 Personen und die durchschnittliche Familiengröße bei 3,17 Personen.
27,2 % der Bevölkerung waren jünger als 20 Jahre, 19,4 % waren 20 bis 39 Jahre alt, 31,0 % waren 40 bis 59 Jahre alt und 22,4 % waren mindestens 60 Jahre alt. Das mittlere Alter betrug 43 Jahre. 50,0 % der Bevölkerung waren männlich und 50,0 % weiblich.
Das durchschnittliche Jahreseinkommen lag bei 54.756 $, dabei lebten 16,7 % der Bevölkerung unter der Armutsgrenze.
Im Jahr 2000 war Englisch die Muttersprache von 87,46 % der Bevölkerung und Spanisch sprachen 12,54 %.